# 戶板優衣
戶板優衣（8月31日—）是日本的女性聲優，岡山縣出身。隸屬於UPANDUPS。

## 人物
AMUSEMENT MEDIA綜合學院出身。
2014年5月至2015年9月為聲優團體「PARAPLUIE」的一員，同年10月後和夏怜一起組成。

## 演出作品

### 電視動畫
- 辣妹與恐龍（2017年，加奈[3]）

### 網路動畫
- 辣妹與恐龍[4]（2019年，加奈）

### 遊戲
時期不明
- 偶像收集（日日野楠葉[5]）
- Princess Field（鳴石久遠、瀨曾風華、木屋久理舞子、釋留紗[5]

2015年
- 企業☆女孩（艾瑪·奈特雷、米亞·菲亞庫洛普[6]、麥雅·提拉斯特）
- 擂台☆夢想（圓丈美和、兔角跳[1]）
- Soul Clash（傀儡師卡羅琳）
- 重裝機兵 ～荒野方舟～（天真女性聲）
- 魔物娘的同居日常Online（哈尼、薇亞、路易、亞希亞[7]）

2017年
- 東京放學後召喚師（日语：東京放課後サモナーズ） （西迪、赫洛特[8]、茨木[註 1]、梅露辛）
- 幫幫我!!!戀之丘學園幫手部（七七扇茉莉[9]）
- 千之刃濤、桃花染之皇姬（鴇田奏海[10]）

2018年
- 都立水商！（楊紅花、中川花[11]）
- 23/7（武田信玄、查理七世）
- Dragonian Saga（女主角、席亞、艾琳[12]）
- Murder Maiden（來栖凜[13]）

2020年
- ライブ・ア・ヒーロー（主角[註 2]、芙拉米、卡拉斯基）

### 廣播劇CD
- 高橋同學在偷聽（2015年，女子高生）
- 下北澤南高等學校放送文化部（2016年，栗平瞳）
- 辣妹與恐龍（2016年，加奈）
- Fate/Prototype 蒼銀的碎片 Drama CD & Original Soundtrack（2018年－2019年）
- 夢獵人麗夢 無頭摩托手VS無頭武者（2018年）

### 廣播
- 「松井菜櫻子Presents 705R-FM」內《戶板喵的戀愛百人一首》（2016年－2018年，樂天FM）

### 電影
- 鬼牌遊戲 逃亡（2013年，新生[14]）

### 舞台
- STORIES（2016年）

### 其他
- 天文館動畫《蠟筆小新 星空與學校的七大不可思議！》（2018年）

## 外部連結
- 事務所官方簡歷 （页面存档备份，存于）（日語）
- 戶板優衣的X（前Twitter）（日語）